# Хохлова, Ирина Дмитриевна
Ирина Дмитриевна Хохлова (Рябуха) (род. 18 октября 1926, Губовка, Зиновьевский округ) — советский передовик производства в сельском хозяйстве. Герой Социалистического Труда (1949).

## Биография
Родилась 18 октября 1926 года в селе Губовка.
В 1928 году семья переехала в село Калашники Апостоловского района Днепропетровской области. В 1933 году мать умерла, отец ушёл в другую семью и она осталась на попечении старого деда. В 1941 году окончила семь классов школы.
С 1943 года после освобождения села от немецко-фашистских захватчиков пошла работать трактористкой в совхоз имени Нансена Апостоловского района.
В 1946 году стала звеньевой полеводческой бригады. В 1948 году ее звено получило лучший в районе урожай — 30,6 центнера пшеницы с гектара на площади 20 гектаров.
16 апреля 1949 года Указом Президиума Верховного Совета СССР «за получение высоких урожаев пшеницы и люцерны в 1948 году при выполнении совхозом плана сдачи государству сельскохозяйственных продуктов в 1948 году и обеспеченности семенами всех культур в размере полной потребности для весеннего сева 1949 года» Ирина Дмитриевна Рябуха была удостоена звания Героя Социалистического Труда с вручением Ордена Ленина и золотой медали «Серп и Молот».
В 1961 году переехала в Софиевский район и работала в сельском потребительском обществе. С 1969 года работала в огородной бригаде колхоза имени Свердлова этого же района.
Помимо основной деятельности И. Д. Рябуха избиралась депутатом сельских и районных советов.
В 1977 году получила травму и стала инвалидом 2-й группы. Живет в городе Кривой Рог.

## Награды
- Медаль «Серп и Молот» (16.04.1949)
- Орден Ленина (16.04.1949)
- Юбилейная медаль «20 лет независимости Украины» (19 августа 2011 года) — за значительный личный вклад в социально-экономическое, научно-техническое и культурно-образовательное развитие Украинского государства, весомые трудовые достижения и многолетний добросовестный труд[2]